# Acupalpus carus
Acupalpus carus (лат.) — вид жуков рода Acupalpus из семейства жужелиц. Канада, США.

## Описание
Обитает в низинах на границах болот (например, с ивой, рогозом); болота, заболоченные леса, окраины оросительных канав, заболоченные границы прудов и озер. Затенённые участки; влажная глинистая почва, богатая органическими остатками, покрытая густой растительностью. Преимущественно ночной образ жизни; днём обычно укрывается под отмершими листьями. Сезонность круглогодичная (январь-декабрь), но чаще: апрель, июнь, август. Имаго зимуют на возвышенных и более сухих местах, на окраинах лесов и болот, в лесах и живых изгородях; под мёртвыми листьями, камнями, поваленными деревьями, во мху и пучках травы. Паразиты: грибы Laboulbeniales. Крылья диморфные: макроптерные (способные к полёту) или брахиптерные (неспособные к полёту). Часто летает (в сумерках; ночью на искусственное освещение). Изредка встречается в дрейфующем материале на берегах озер. Умеренный бегун; изредка лазает (по растениям). Вид был впервые описан в 1863 году американским энтомологом Джоном Лоренсом Леконтом (1825—1883).